# Décès en 922
Décès
- 918
- 919
- 920
- 921
- 922
- 923
- 924
- 925
- 926

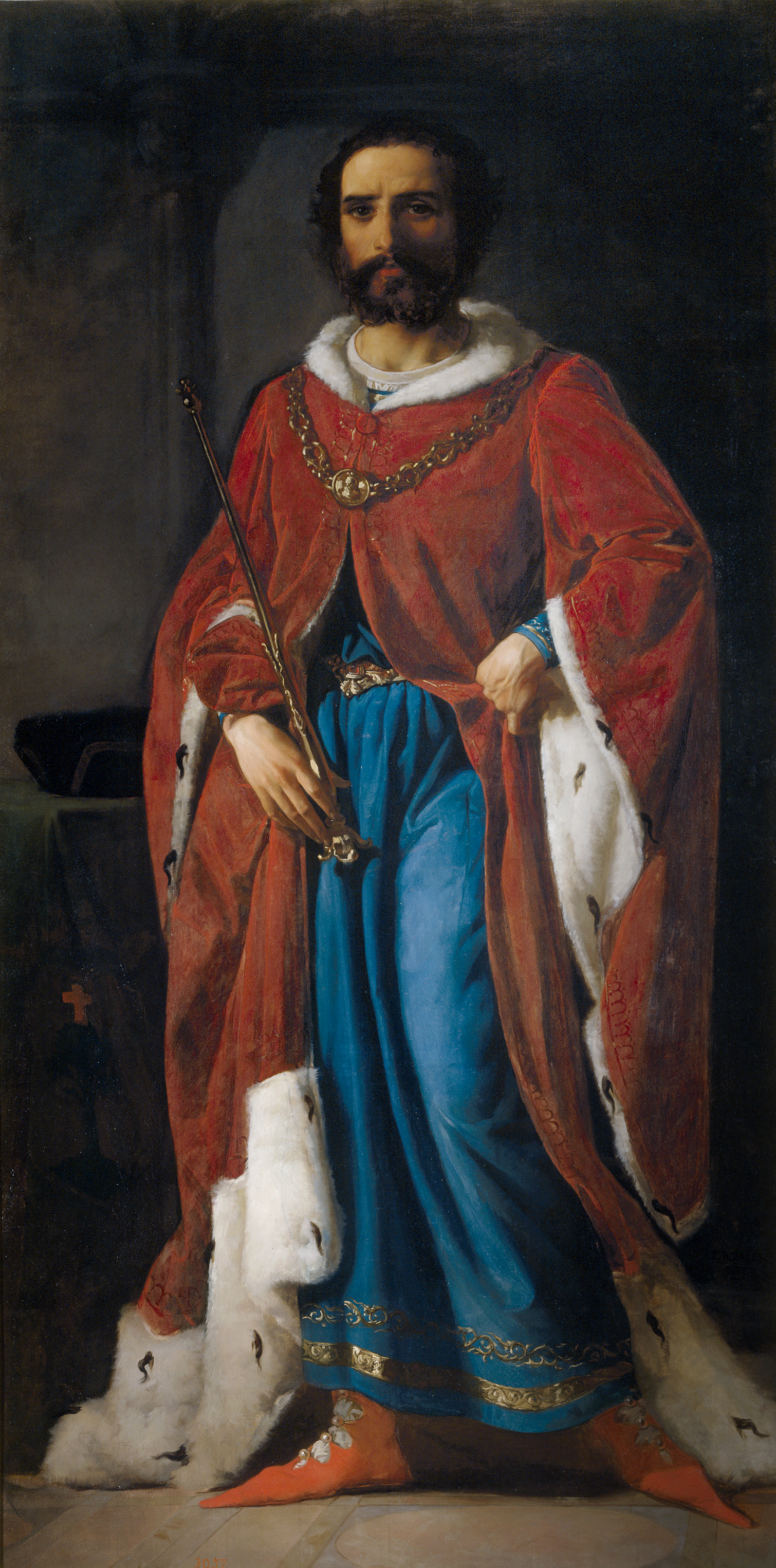
Galindo II Aznárez, mort en 922.

Cette page dresse une liste de personnalités mortes au cours de l'année 922 :
- 20 février : Théodora, impératrice byzantine, épouse de Romain Ier.
- 26 mars : le mystique soufi persan Mansur al-Hallaj, exécuté à Bagdad pour anathème[1].
- 2 juillet : Hervé de Reims, aristocrate et conseiller politique, évêque métropolite de Reims.

- Mansur al-Hallaj, mystique persan du soufisme.
- Al-Nayrizi, mathématicien et astronome persan de Nayriz, dans la province du Fars, en Iran.
- Galindo II Aznárez, comte d'Aragon.
- Frédéric Ier (it), patriarche d'Aquilée.
- Li Cunjin (en), militaire de la dynastie Tang.
- Li Cunzhang (en), militaire de la dynastie Tang.
- Li Sizhao (en), major général des Cinq Dynasties et des Dix Royaumes.
- Ma Chuo (en), général et ministre du royaume Wuyue (Chine).
- Alexios Mosele (en), amiral byzantin.
- Wang Chuzhi, seigneur de guerre de la dynastie Tang.
- Zhang Chengye, eunuque de la période des Cinq Dynasties et des Dix Royaumes.
- Zhang Chujin (en), roi chinois.

## Crédit d'auteurs
- Cet article est partiellement ou en totalité issu de l'article intitulé « 922 » (voir la liste des auteurs).